# Batalla de Winterthur (1799)
Para la batalla de 919, ver Burchard II, duque de Suabia .
La batalla de Winterthur (27 de mayo de 1799) fue un enfrentamiento entre el Ejército del Danubio, uno de los ejércitos del Directorio francés, y las fuerzas de los Habsburgo mandadas por Friedrich Freiherr von Hotze que se libró durante la guerra de la Segunda Coalición en el marco de las de las guerras revolucionarias francesas.  
El enfrentamiento se llevó a cabo en la pequeña ciudad de Winterthur, que se encuentra al noreste de Zúrich, en Suiza. Esta ciudad tenía una gran importancia táctica ya que, debido a su posición en el cruce de siete caminos, el ejército que la controlaba dominaba el acceso a la mayor parte de Suiza y los puntos por los que se podía cruzar el Rin para alcanzar el sur de Alemania. Aunque las fuerzas involucradas eran pequeñas, la capacidad de los austriacos para sostener un asalto de once horas contra la línea francesa resultó en la unión de tres fuerzas austriacas en la meseta al norte de Zúrich, lo que les permitió derrotar a los franceses unos días después. 
Los austriacos habían arrebatado a los franceses el control de parte de Suiza a mediados de mayo de 1799, cuando las fuerzas de Hotze y del conde Heinrich von Bellegarde los expulsaron de los territorios grisones. El ejército principal austríaco, al mando del archiduque Carlos venció al Ejército del Danubio —veinticinco mil hombres al mando de Jean-Baptiste Jourdan— en las batallas de Ostrach y Stockach, cruzó el Rin en la ciudad suiza de Schaffhausen y se aprestó a unirse a los ejércitos de Hotze y Friedrich Joseph, Conde de Nauendorf, en las llanuras que rodean Zúrich. 
El Ejército Francés de Helvecia y el Ejército del Danubio, ambos al mando de André Masséna, intentaron evitar esta reunión. Masséna envió a Michel Ney y a un destacamento mixto de caballería e infantería desde Zúrich a detener a Hotze en Winterthur. Los austriacos lograron expulsar a los franceses de las colinas de la ciudad, aunque ambos bandos sufrieron grandes bajas. Los ejércitos de los Habsburgo se unieron a principios de junio; a continuación el archiduque Carlos atacó al enemigo en Zúrich y lo obligó a retirarse allende el Limago.

## Antecedentes

### Política y relaciones internacionales
Inicialmente, los Gobiernos europeos consideraron la revolución francesa como un conflicto entre el rey francés y sus súbditos y no como una situación en la que debieran intervenir. A medida que la retórica revolucionaria se volvió más estridente, sin embargo, los intereses de Luis y su familia se convirtieron en los de todos los Gobiernos europeos; la Declaración de Pillnitz contenía amenazas ambiguas, pero bastante serias, si algo le sucedía a la familia real. La posición francesa se hizo cada vez más difícil. Para agravar la situación internacional, los emigrantes franceses agitaban  en favor de la contrarrevolución. La Convención Nacional Francesa le declaró la guerra a Austria el 20 de abril de 1792. Fue la guerra de la Primera Coalición (1792-1798), en la que Francia se enfrentó a la mayoría de los Estados europeos limítrofes, además de a Portugal y al Imperio otomano. Los ejércitos de la Coalición vencieron en Verdún, Kaiserslautern, Neerwinden, Maguncia, Amberg y Wurzburgo, pero Napoleón Bonaparte hizo retroceder a los austriacos en el norte de Italia; sus victorias tuvieron como resultado la negociación de la Paz de Leoben (17 de abril de 1797) y el posterior Tratado de Campo Formio (17 de octubre de 1797).
El tratado estableció que los bandos se reuniesen para resolver los pormenores territoriales y remunerativos que resultaron del conflicto. El congreso correspondiente se reunió en un pequeño pueblo en el centro de Renania, Rastatt, pero pronto degeneró en intrigas y vacíos gestos diplomáticos. Los franceses exigieron más territorio, mientras que los austriacos fueron reacios a ceder los designados en el tratado. Para agravar los problemas, crecieron las tensiones entre Francia y la mayoría de los aliados de la Primera Coalición. Fernando de Nápoles se negó a pagar el tributo acordado a Francia, lo que desencadenó un levantamiento de sus súbditos. Los franceses invadieron Nápoles y establecieron la República Partenopea. La República Francesa también alentó alzamiento republicano en los cantones suizos que condujo a la abolición de la Confederación Suiza y al establecimiento de la República Helvética. El directorio francés estaba convencido de que los austriacos planeaban emprender otra guerra. De hecho, cuanto más débil parecía Francia, más en serio los austriacos, los napolitanos, los rusos y los británicos discutían esta posibilidad. Los austriacos llegaron a un acuerdo con el zar Pablo de Rusia a mediados de la primavera por el cual Aleksandr Suvórov saldría de su retiro para ayudar al ejército de los Habsburgo en Italia con otras sesenta mil tropas.

### El estallido de la guerra

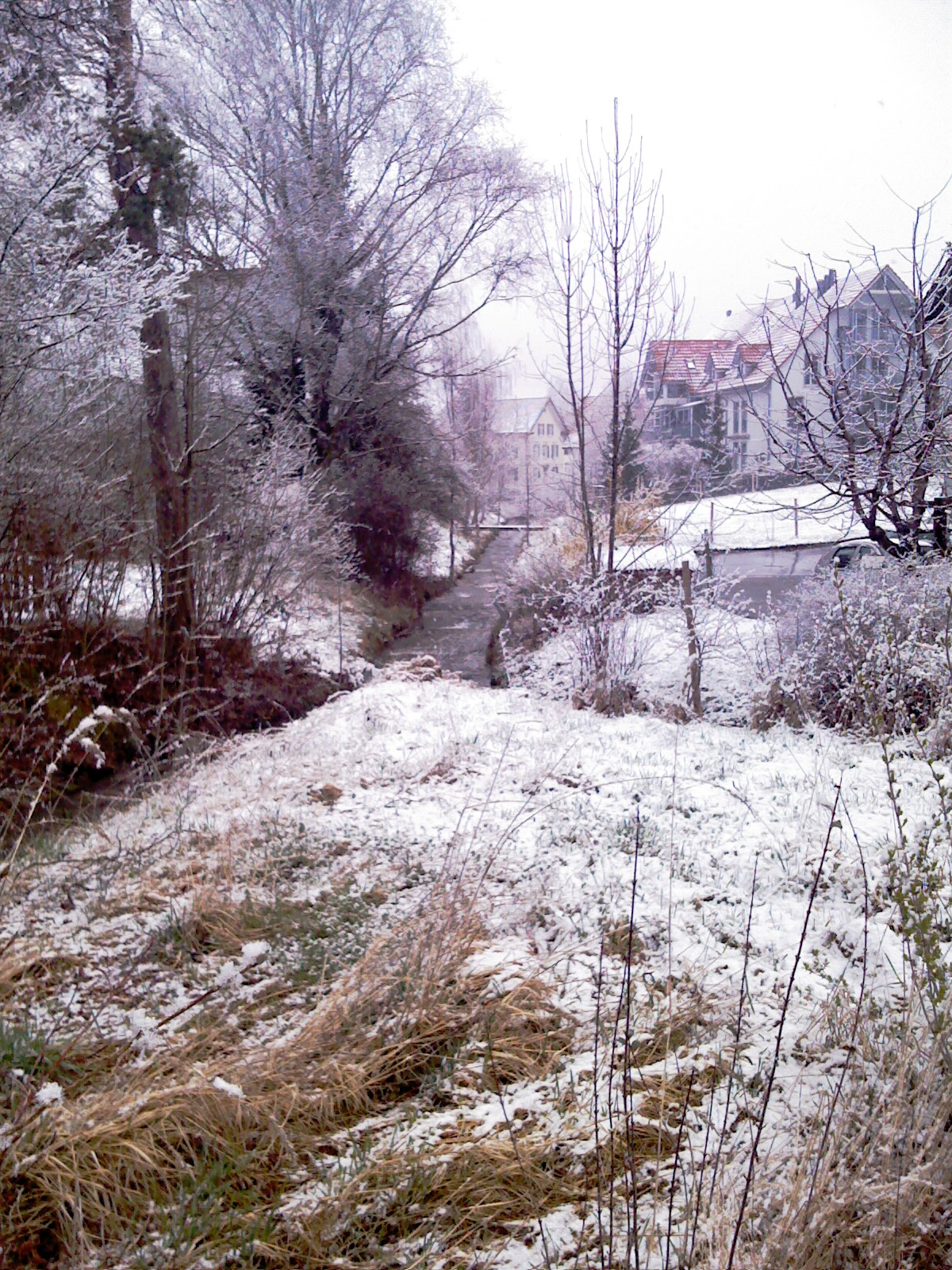
Von Hotze estableció puestos de avanzada en Elgg. Aunque las nieves se habían derretido, el suelo todavía estaba empapado y los ríos crecidos por el deshielo de primavera.

La estrategia militar del Directorio en 1799 se plasmó en campañas ofensivas en todos los frentes: Italia, los cantones suizos, Renania y los Países Bajos. Teóricamente, los franceses tenían una fuerza total de doscientos cincuenta mil soldados, pero esto no se reflejó en los campos de batalla. Cuando comenzó el invierno en 1799, el general Jean-Baptiste Jourdan cruzó el Rin entre Basilea y Kehl con el Ejército del Danubio, que tenía contaba teóricamente con cincuenta mil hombres, aunque en realidad solamente reunía la mitad. Este cruce fue una infracción palmaria del Tratado de Campo Formio. El Ejército del Danubio avanzó a través de la Selva Negra y estableció una posición ofensiva en el extremo occidental y septentrional de la meseta suiza, cerca de la aldea de Ostrach a mediados de marzo. André Masséna ya había entrado a Suiza un ejército de treinta mil soldados; penetró en la zona grisona de los Alpes y alcanzó Coira y luego Finstermünz, a orillas del Eno. Su flanco izquierdo debía unirse al derecho de Jourdan, que mandaba Pierre Marie Barthélemy Ferino, en la orilla oriental del lago de Constanza.
El ejército austriaco estaba organizado en una línea que iba desde el Tirol hasta el Danubio. La defensa del Tirol estaba a cargo de una un ejército de cuarenta y seis mil hombres al mando del conde Heinrich von Bellegarde. Otro de veintiséis mil soldados al mando de Friedrich von Hotze custodiaba el Vorarlberg. El principal ejército austríaco, con cerca de ochenta mil soldados al mando del archiduque Carlos, había pasado el invierno en la orilla oriental del Lech, en los territorios de Baviera, Austria y Salzburgo. En las batallas de Ostrach (21 de marzo) y Stockach (25 de marzo) este ejército consiguió que el Ejército del Danubio se replegase a la Selva Negra. Carlos se preparó para cruzar el Rin en la ciudad suiza de Schaffhausen. Von Hotze llevó a parte de su ejército, unos ocho mil soldados, al oeste, dejando el resto para defender Vorarlberg. Al mismo tiempo, Friedrich Joseph, conde de Nauendorf, cruzó el Rin en Eglisau con las unidades del flanco izquierdo del ejército principal. Planeaba unirse con el grueso del ejército austríaco y controlar los puntos de acceso del norte de Zúrich y forzar a Masséna a negociar.
Para mediados de mayo, los franceses estaban preocupados. Habían sufrido pérdidas significativas en Ostrach y Stockach, aunque éstas habían sido compensadas por refuerzos. Dos altos oficiales del Ejército del Danubio, Charles Mathieu Isidore Decaen y Jean-Joseph Ange d'Hautpoul, se enfrentaban a consejos de guerra acusados de mala conducta por su oficial superior, Jourdan. Jean-Baptiste Bernadotte y Laurent de Gouvion-Saint-Cyr habían abandonado el ejército alegando estar enfermos. Hotze había vencido a Masséna en Feldkirch, que tuvo que retroceder. Además, el fracaso de LeCourbe al intentar atravesar las líneas de Bellegarde en el Tirol determinó que Masséna tuviese que retirarse para mantener la comunicación con los ejércitos situados en sus flancos, que se retiraban. En este momento, los suizos se rebelaron nuevamente, esta vez contra los franceses; Zúrich era la última posición defendible en la que Masséna podía resistir.

### Ubicación
Winterthur (/v ɪ n t ər t ʊər /; pronunciación en alemán: /ˈvɪntərˌtuːr/ ) se encuentra en una vaguada al sudeste sobre el río Töss, aproximadamente a treinta y un kilómetros al noreste de Zúrich. Al norte y al este de la ciudad hay un anillo de colinas de aproximadamente 687 m alto. El Töss corre al oeste por 59.7 km rumbo norte hacia su desembocadura en el Rin. Había sido un pueblo romano los años 200 y 400 y en el 919 se había librado en él una batalla. Su ubicación en el cruce de siete caminos le dio importancia estratégica: los beligerantes se lo disputaron en los primeros días de la guerra de la Segunda Coalición, pues permitía controlar la comunicación norte-sur y este-oeste en la región.

### Mandos
El Directorio Francés relevó a Jean-Baptiste Jourdan en abril de 1799 tras las derrotas en las batallas de Ostrach y Stockach y la retirada del Ejército del Danubio en la Selva Negra; confirió el mando a André Masséna, que ostentaba también el del Ejército de Helvecia. Masséna reunió a algunos de los mejores oficiales que tenía disponibles, tres de los cuales fueron luego mariscales de Francia, y a Tharreau, un general de división fiable, para proteger el acceso septentrional a Zúrich.
La situación era grave para los franceses: no solo habían sido derrotados en el suroeste de Alemania, sino que el legendario Aleksandr Suvórov se dirigía al norte de Italia con sesenta mil rusos para tomar el mando de las fuerzas de la coalición destinadas allí. El conde Heinrich Bellegarde, apostado en los territorios grisones con otros veinte mil soldados, impedía que Masséna recibiese refuerzos desde Italia. La mayor amenaza era que el ejército principal del archiduque Carlos estaba a menos de un día de marcha; solo por su tamaño podría arrollar al ejército francés o, si se retiraba al oeste, podía cortar la retirada hacia Francia. Masséna sabía que Carlos atacaría si su flanco izquierdo, mandado por Nauendorf, se unía a la fuerza de Hotze, que venía acercándose desde el este. Si esto pasaba, muy probablemente los franceses serían expulsados de Zúrich.
Masséna estableció una línea de avance centrada en Winterthur al mando del experimentado general Jean Victor Tharreau para evitar que las fuerzas austriacas se unieran. Las unidades francesas se dispusieron en un semicírculo desigual, con Winterthur en el centro del arco. El mando principal era el de las brigadas. Si el centro no podía mantener su posición, los flancos quedarían aislados y podrían ser aplastados. Masséna confió el mando de estas unidades cruciales a Michel Ney, recién ascendido a general de división. Lo relevó para ello del mando de un puesto en el centro de Suiza dependiente de Claude Lecourbe, dándole un mando más acorde con su nueva graduación. Ney llegó con la reputación de audacia considerada típica de los oficiales de caballería, pero con una experiencia mínima en el mando de fuerzas mixtas. Ansioso por demostrar su valía pero consciente de los protocolos, inmediatamente acudió ante Tharreau, aunque hubo de esperar a que llegase su nombramiento oficial para el nuevo puesto antes de poder tomar el mando. El documento llegó por fin el 25 de mayo. Las tropas en Winterthur incluían una brigada de cuatro batallones a las órdenes de Dominique Mansuy Roget, la débil brigada de Théodore Maxime Gazan y una brigada de caballería al mando de Frédéric Henri Walther.
Friedrich von Hotze, el jefe austríaco, era oficial de caballería al igual que Ney, pero, a diferencia de este, tenía una amplia experiencia en el campo de batalla. Nacido en Suiza, Von Hotze había comenzado su carrera militar al servicio del duque de Württemberg en 1758 y luego había ascendido a capitán de caballería (Rittmeister). Había participado brevemente en la guerra de los Siete Años, aunque no combatió. Más tarde, sirvió en el ejército ruso durante la guerra ruso-turca (1768-1774). Se unió al ejército imperial de los Habsburgo con una comisión austriaca y sirvió en la breve Guerra de sucesión bávara (1778-1779). Su campaña en la guerra de la Primera Coalición, particularmente su actuación en la batalla de Wurzburgo, le granjeó la confianza del archiduque Carlos y que el hermano de este, Francisco II, Sacro Emperador Romano, lo ennobleciese.

## Acción

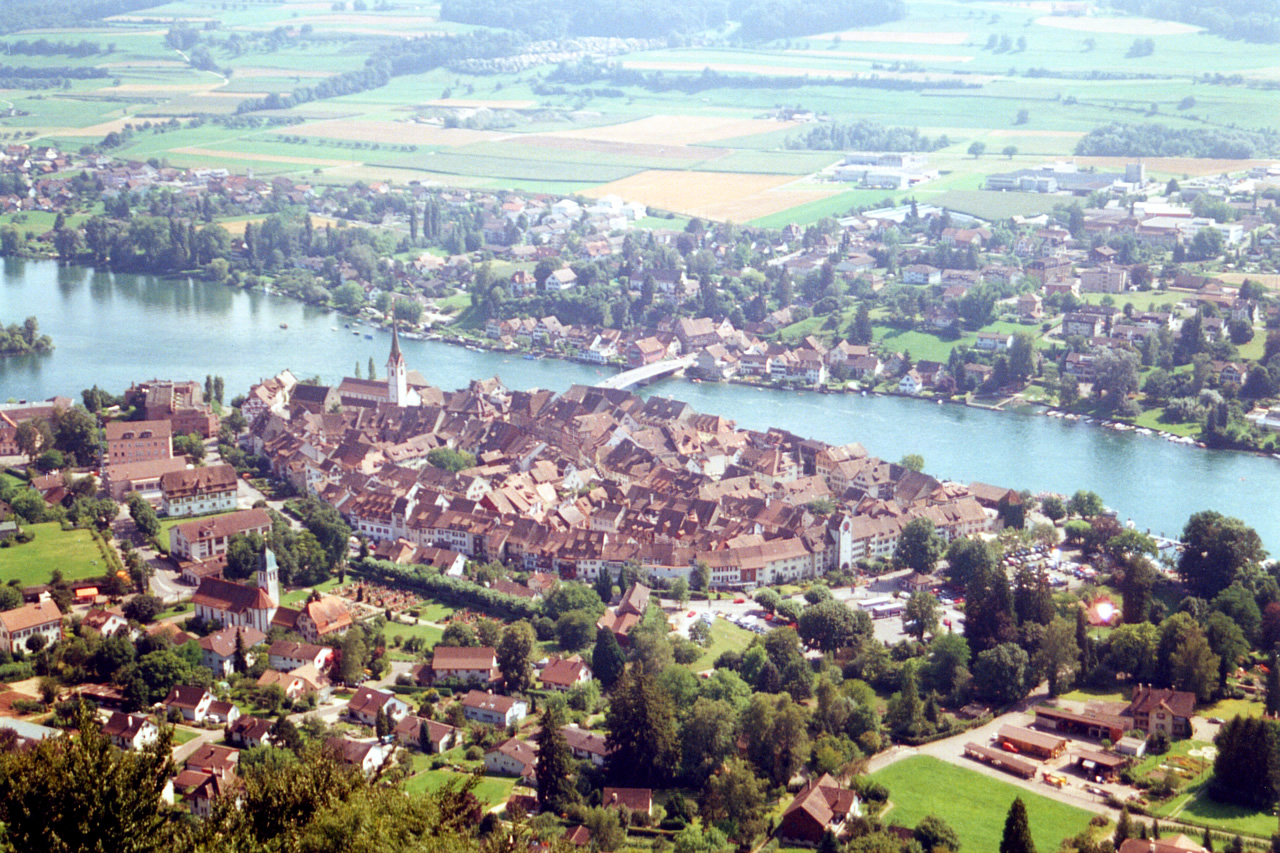
Parte del ejército de Nauendorf cruzó el Rin por Stein am Rhein (primer plano) y Eglisau. Para el 26 de mayo, había llegado a Andelfingen, estableciendo contacto con el ejército principal del archiduque Carlos.

### Preparación
El conde de Nauendorf cruzó del Rin por Constanza, Stein y Eglisau el 22 de mayo de 1799. Las unidades Von Hotze ya lo habían cruzado más al este, donde todavía era un arroyo de montaña, y se abrieron paso hacia Toggenburgo a través del territorio grisón, camino de Zúrich.
Masséna y veintitrés mil soldados del Ejército del Danubio marcharon desde Zúrich hacia a Winterthur el mismo 22 de mayo, con la intención de evitar que estas fuerzas se unieran a los cien mil hombres del archiduque Carlos. Alcanzaron Winterthur y avanzaron luego otros catorce kilómetros hacia el noreste. Finalmente, los dos ejércitos se enfrentaron en Frauenfeld el 25 de mayo. El ejército de Von Hotze, superado en casi cuatro a uno por el enemigo, fue aplastado por los franceses: setecientos cincuenta de sus soldados perecieron o resultaron heridos y otros mil cuatrocientos cincuenta fueron capturados. Von Hotze perdió además dos cañones y una bandera. Su lugarteniente, el general de división Christoph Karl von Piacsek, resultó herido y murió luego a causa de las heridas. La superioridad numérica francesa no bastó, empero, para impedir que Von Hotze pudiese escapar con los restos de su ejército hacia Winterthur.
Mientras tanto, Nauendorf acampó cerca de Andelfingen el 26 de mayo, y recuperó el contacto con el principal ejército austríaco. El archiduque Carlos esperó a las unidades de Von Hotze, que venían del este, después de unirse a Nauendorf y antes de atacar a los franceses en Zúrich. Esa misma noche, Hotze acampó entre Frauenfeld y Hüttwilen, alrededor de diez kilómetros al sureste de la posición de Nauendorf, y envió avanzadillas hasta Islikon y Elgg, situados a tan solo nuevo kilómetros al este de Winterthur.

### Batalla

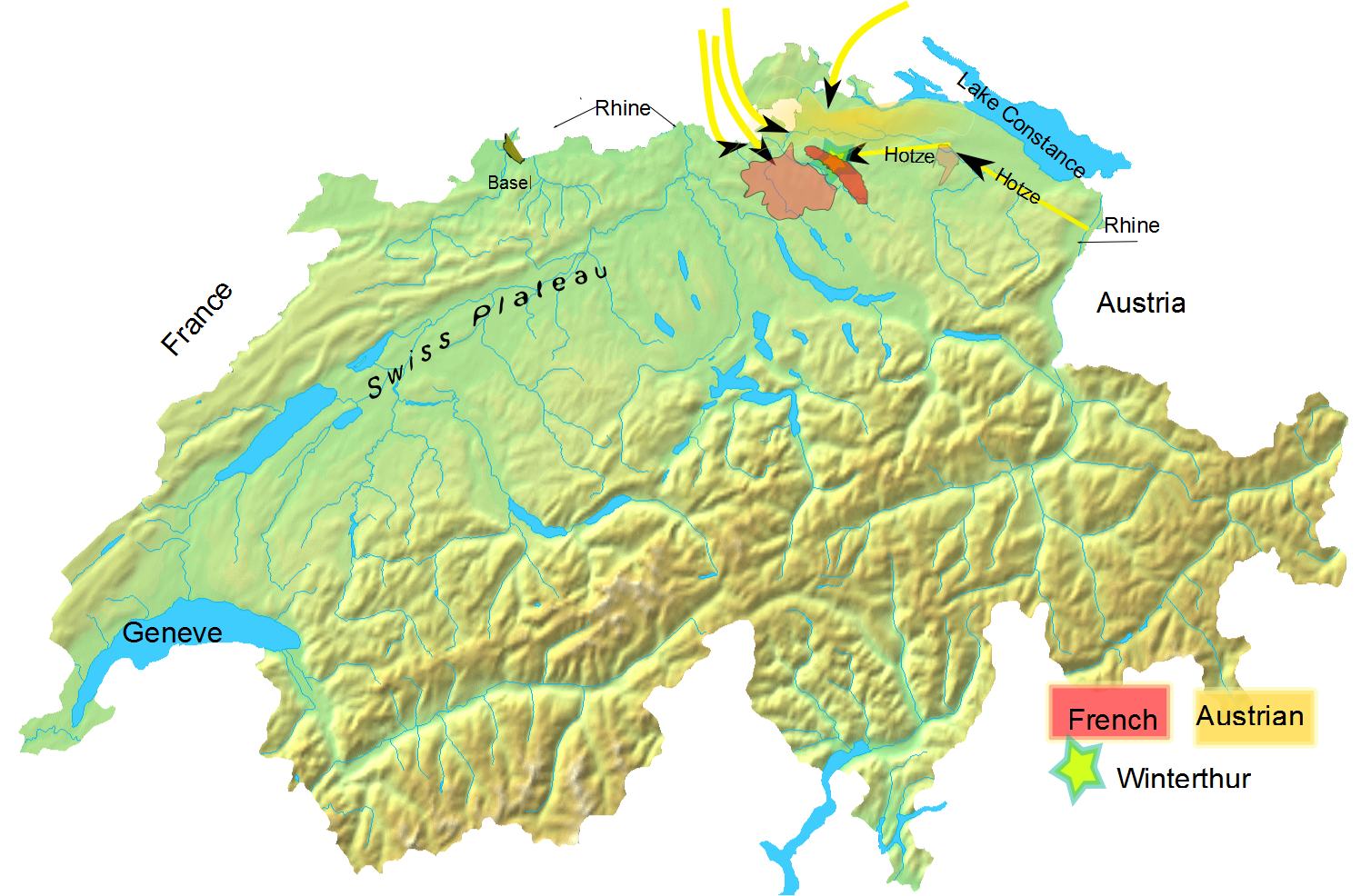
Las tropas de Hotze llegaron a las afueras de Winterthur por la mañana e inmediatamente asaltaron la posición de Ney. Por la tarde, se habían unido a las fuerzas de Nauendorf y el archiduque Carlos, en amarillo.

Von Hotze dispuso a sus tropas en tres columnas el 27 de mayo a la mañana y marchó hacia Winterthur. Ney, recién al mando de su división de aproximadamente tres mil hombres, los desplegó en las alturas, en el llamado Ober-Winterthur, un anillo de colinas bajas a unos seis kilómetros al norte de la ciudad.
Ney planeaba retirarse a Winterthur ante el tamaño del ejército enemigo que marcha contra él. Pero antes de que pudiera hacerlo, Jean Victor Tharreau, jefe de la vanguardia, le comunicó que lo apoyaría despachando en su auxilio la división de Jean de Dieu Soult. Ney entendió que esto significaba que debía resistir en la línea avanzada y que no estaría aislado, pues su pequeño ejército recibiría refuerzos de la división de Soult. En consecuencia, ordenó que la brigada más débil, al mando de Gazan, avanzara a lo largo del valle hacia Frauenfeld y que la brigada de Roget ocupara el flaco derecho, para evitar cualquier maniobra de flanqueo austríaca.
La vanguardia de Von Hotze chocó con los franceses a media mañana; estos presentaron una resistencia moderada, primero por parte de la brigada de Roget y luego, casi de inmediato, de la de Gazan. La vanguardia austriaca venció rápidamente a la brigada de Gazan y ocupó los bosques que rodean el pueblo de Islikon. Von Hotze Después se apoderó de las aldeas de Gundeschwil, Schottikon, Wiesendangen y Stogen, al oeste de Islikon, y seguidamente desplegó dos de sus columnas frente al enemigo. La tercera se encaminó hacia el flanco derecho francés, como Ney esperaba que hiciera.
Ney había avanzado la brigada de Gazan y podía ver al enemigo marchando contra él. Confiaba todavía en recibir los refuerzos de Soult, por lo que preveía que obtendría una victoria fácil, como la que tres días antes había logrado Masséna contra Von Hotze en Frauenfeld. No se había dado cuenta de que Von Hotze tenía ocho mil hombres con los que asegurar la encrucijada al norte de Winterthur. Desplegó más hombres en vanguardia y avanzó contra el flanco izquierdo austriaco. Una descarga austríaca lo derribó junto con su caballo; la montura y Ney resultó lesionado en la rodilla. Pidió otro caballo y volvió a pelear con la pierna vendada.

Los ejércitos de Austria (amarillo) y Francia (rojo), apostados para adueñarse de los principales cruces de caminos en torno a la ciudad de Zúrich.

Ney tenía dos problemas: creía que las columnas de apoyo de la división de Soult iban a llegar y no sabía que las fuerzas austriacas estaban sus fuerzas directamente al frente de su centro. Aunque la brigada de Roget era lo suficientemente fuerte como para evitar que los austriacos flanquearan la posición, la de Gazan era demasiado débil para resistir a una fuerza austriaca que era superior y se hacía visiblemente más fuerte a medida que las tropas de Von Hotze llegaban a la línea de ataque y se lanzaban a la refriega.

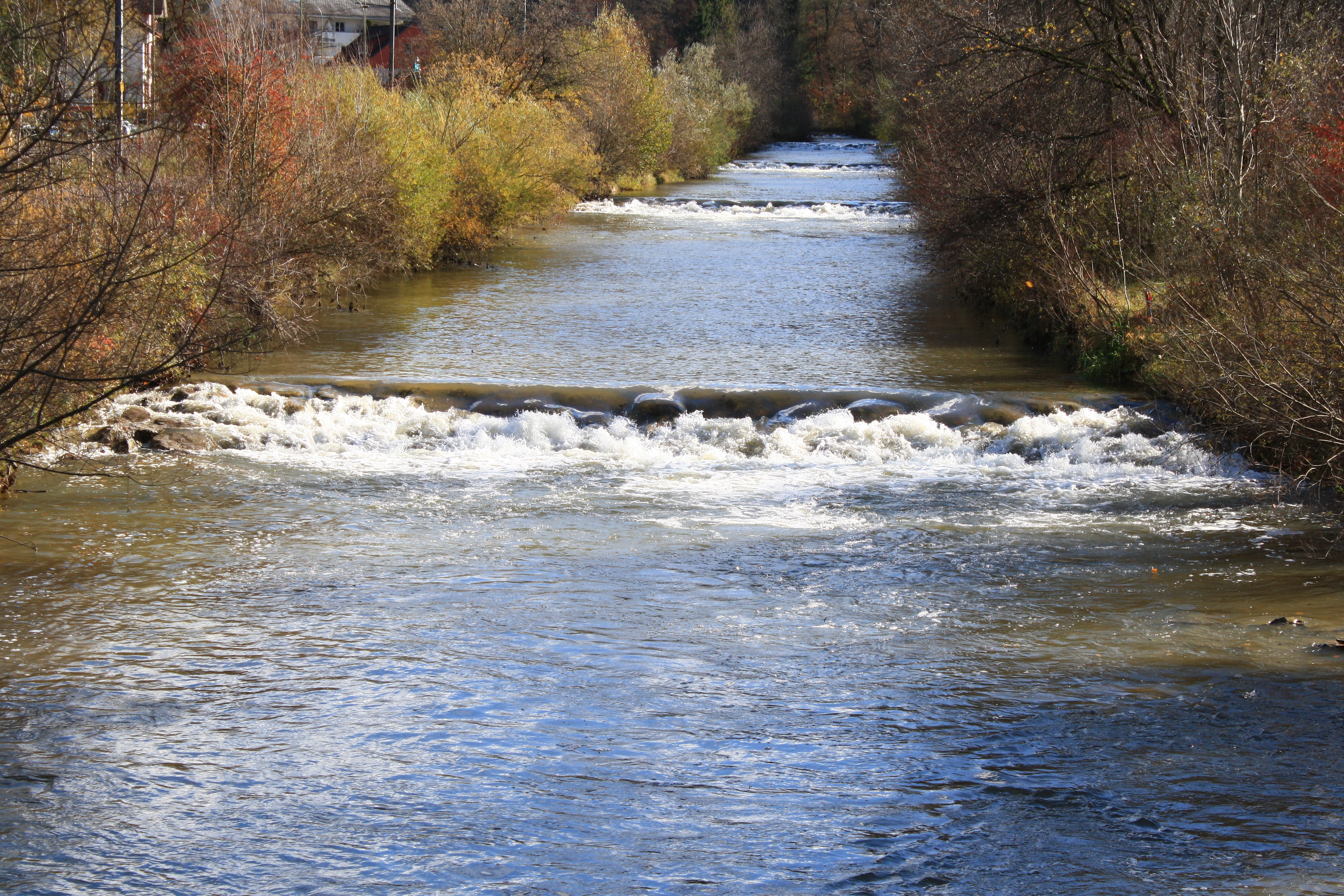
El Töss, un afluente del Rin, atraviesa el campo de batalla. Los franceses no lograron conservar la posesión de ninguno de sus puentes, pero su artillería impidió que el enemigo los cruzase.

Finalmente, al darse cuenta de que Soult no llegaría, Ney supo que no podía  mantener su posición, ni mucho menos hacer retroceder a los austriacos. Llegó a la conclusión de que debía retirarse a Winterthur. Para cubrir su retiro, ordenó a Walther y su caballería que se situasen en el puente de Stieg, que cruza el Töss. La caballería podría proteger la retirada desde allí. Ney colocó un segundo destacamento en medio de un riachuelo fangoso que alimentaba a Töss; esta posición dominaba el pueblo y el camino que conducía las colinas, donde colocó un par de cañones. La retaguardia podría disparar al avance austríaco con artillería desde la cresta.
La posición de Walther en el puente parecía defendible durante el tiempo necesario para retirar la fuerza de Ney por Winterthur. Sin embargo, los austriacos arrollaron la posición tras hora y media de lucha, aunque su empuje se agotó a continuación. Los hombres de Von Hotze habían expulsado a Walther del puente, pero no pudieron cruzarlo. La artillería de la retaguardia de Ney los castigaba constantemente y les impedía cruzar el puente y ascender la colina. Von Hotze reconoció la inutilidad de arrojar a sus hombres contra los cañones y ordenó un fuego constante de mosquetería. Esto resultó efectivo: Ney fue herido nuevamente, esta vez en la mano izquierda, y su segundo caballo también fue abatido; Ney cedió el mando a Gazan, quien organizó la retirada.
El archiduque unió sus tropas a las de Nauendorf cuando se enteró de que Von Hotze había tomado el cruce de Winterthur, con la intención de tomar el pueblo de Neftenbach, siete kilómetros al noroeste de Winterthur. Nicolas Oudinot, cuyos hombres habían defendido Neftenbach en la vanguardia francesa, resistió la mayor parte del día, aunque hubo de retirarse a Pfungen al final de la tarde; allí no puso sostenerse y se retiró a las afueras de Zúrich. La toma de Neftenbach hizo que una parte importante de las tropas del archiduque se situasen entre Ney y el flanco de Von Hotze, lo que obligó a los franceses a retirarse desordenadamente hacia Zúrich. Tharreau rodeó el Töss, intentando restablecer su vanguardia, pero Masséna no quería un enfrentamiento entre Zúrich y Neftenbach: sus ejércitos no estaban listos para enfrentarse a Carlos y necesitaba las defensas de Zúrich para montar una línea adecuada contra la inminente acometida austríaca. Finalmente, Tharreau retiró la vanguardia a Zúrich. El choque duró once horas.

## Repercusión
Hotze sufrió bajas relativamente altas: mil hombres murieron, fueron heridos o desaparecieron, un 12.5 % de sus soldados. Estas pérdidas fueron comparables a las ochocientas bajas que sufrió Ney, un 11.5 % de sus siete hombres. Sin embargo, la consecuencia más importante de la batalla fue que Hotze logró alejar a los franceses de Winterthur y unir fuerzas con Nauendorf y Carlos. El ejército austríaco resultante pudo completar el semicírculo alrededor de las posiciones de Masséna en Zúrich.
Para los franceses, que venían de haber ganado en Frauenfeld, esta batalla supuso una derrota. Ney resultó herido, tuvo que retirarse inmediatamente del campo de batalla y no pudo volver a la acción hasta el 22 de julio. La conducción de la batalla también demostró la debilidad del sistema de mando francés, en el cual la animosidad personal y la competencia entre oficiales de alta graduación —en este caso, Soult y Tharreau— estorbaron la consecución de los objetivos militares. Tharreau acusó a Soult de insubordinación; Soult se había negado directamente a ayudar a Ney, a pesar de las órdenes específicas y directas de trasladar su división a los flancos de Ney.
Además, los franceses subestimaron la tenacidad y la habilidad militar de los austriacos. Estos eran mucho mejores soldados de lo que los franceses suponían y, a pesar de las actuaciones austriacas en Ostrach, Stockach y Winterthur,  este prejuicio persistió. Esto no cambió hasta 1809, cuando las batallas de Aspern-Essling y la Wagram, disputadas con escasas semanas de diferencia, hicieron que Napoleón cambiase de opinión sobre el ejército austríaco.
Finalmente, la batalla en Winterthur hizo posible la victoria de los austriacos en Zúrich. Una vez que los ejércitos austríacos se unieron al oeste, norte y este de Zúrich, Carlos decidió que tenía una fuerza suficientemente superior como para atacar las posiciones de Masséna en la ciudad. Su estrategia para desarrollar un ataque convergente no era completamente posible sin otro cuerpo del ejército austriaco, que estaba al mando de Suvorov y situado en las montañas de Italia; esto habría hecho posible que cercaran a Masséna en Zúrich, haciendo que la posición francesa fuera insostenible. Aun así, en la primera batalla de Zúrich (4-7 de junio de 1799), el ejército austríaco obligó a los franceses a abandonar la ciudad. Masséna tuvo que retirarse allende el Limago; allí estableció una posición defensiva en las colinas y esperó su oportunidad para recuperar la ciudad.

## Orden de la batalla

### Ejército austríaco
Teniente mariscal de campo Friedrich von Hotze:
- 12.º Regimiento de Infantería Manfredini (3 batallones)
- 21.º Regimiento de infantería Gemmingen (2 empresas)
- 41.º Regimiento de infantería Bender (3 batallones)
- 1.º Regimiento de infantería ligera Strozzi (1 batallón)
- 7.º  Regimiento Dragón Waldeck (6 escuadrones)
- Primer Batallón, Regimiento Fronterizo del Banato Húngaro

Total: ~ 8000 hombres

### Ejército francés
General de División Michel Ney:
- Columna de Honoré Théodore Maxime Gazan de la Peyrière (4 batallones)
- Columna de Dominique Mansuy Roget (2 batallones)
- La caballería de Frédéric Henri Walther (3 escuadrones)[29]

Total: 7000 hombres